# Futurepop
Ne doit pas être confondu avec Future Pop (album).
La futurepop est un genre de musique électronique ayant émergé au milieu des années 1990 comme genre dérivé de la synthpop (comme la structure des chansons et le style vocal), intégrant des influences d'uplifting trance.

## Histoire
Le genre se développe en Europe de l'Ouest comme prolongement des cultures musicales EBM et électro-industriel, et commence à émerger à la fin des années 1990 avec des groupes et artistes comme VNV Nation, Covenant et Apoptygma Berzerk,,. D'autres artistes phares du genre étaient Assemblage 23,, Icon of Coil, Neuroticfish, et Rotersand,.
La futurepop est associée à la sous-culture des cyber goths et est devenue populaire dans les clubs de dance alternative, en particulier en Allemagne. Parmi les festivals de musique qui accueillent des groupes de futurepop, citons Infest, Amphi Festival, Wave-Gotik-Treffen et M'era Luna.

## Caractéristiques
La futurepop se caractérise principalement par ses structures musicales pop rock « technoïdes »  et « orientées vers la dance »,, ses mélodies accrocheuses, l'« utilisation omniprésente de rythmes trance »,), et l'absence de modification vocale. Le genre se distingue de la trance classique en « conservant la structure lyrique et vocale de la synthpop ». Ses « sons transparents » et son style de « production lisse » sont considérés comme « compatibles avec les hit-parades » et « conçus pour les clubs de musique,. »
Tom Shear d'Assemblage 23 décrit ce style avec ironie en disant qu'il s'agit « principalement de gens qui ne peuvent pas chanter sur des patchs trance des années '90. »